# ブール (ジロンド県)
ブール （Bourg）は、ヌーヴェル＝アキテーヌ地域圏ジロンド県北部、ジロンド川右岸のコミューン。公式のコミューン名はブールであるが、非公式な名称であるブール＝シュル＝ジロンド（Bourg-sur-Gironde）、ブール＝ガン＝ジロンド（Bourg-en-Gironde）も用いられる。

## 地理
ガロンヌ川とドルドーニュ川が合流してジロンド川になったところに位置し、メドックの村名AOC産地マルゴー村と相対している。ボルドー都市圏に含まれる。
港湾都市として栄えていた町で、ブール港と「ブールの城塞」は、村の見どころになっている。

## ワイン
ボルドーワインの産地、コート・ド・ブールの中心地になっている。

## 人口統計
| 1962年 | 1968年 | 1975年 | 1982年 | 1990年 | 1999年 | 2006年 | 2009年 |
| ------ | ------ | ------ | ------ | ------ | ------ | ------ | ------ |
| 2518   | 2560   | 2318   | 2107   | 2158   | 2118   | 2198   | 2209   |

参照元:1968年以降INSEE